# Max Andersson (politiker)
Max Peter Andersson, född 26 oktober 1973 i Solna, är en svensk politiker (tidigare miljöpartist). Han var ledamot av Europaparlamentet 2014–2019 och ordinarie riksdagsledamot 2006–2010, invald för Göteborgs kommuns valkrets.

## Biografi
Andersson, som är född i Solna och uppvuxen i Kalmar, flyttade efter gymnasiet till Göteborg. Han engagerade sig tidigt i politiken. Andersson var aktiv i Miljöpartiets ungdomsförbund Grön Ungdom, där han var ledamot i förbundsstyrelsen, samt ordförande för Folkrörelsen Nej till EU:s ungdomsförbund Unga mot EU. Från 2005 till 2008 var Andersson även språkrör för Miljöpartiets studentförbund Gröna studenter.
År 2006 blev Andersson invald i Sveriges riksdag för Miljöpartiet i Göteborgs kommuns valkrets, där han satt fram till år 2010. I riksdagen var Andersson suppleant i Justitie-, Utbildnings-, Konstitutions- och Utrikesutskottet samt EU-nämnden. Efter två år i riksdagen valdes Andersson på Miljöpartiets kongress år 2008 till ledamot av partistyrelsen. Efter omvalet i Västra Götalands läns landstingsfullmäktige år 2011 blev Andersson invald i landstingsfullmäktige, där han satt mandatperioden ut.
I Europaparlamentsvalet 2014 valdes Andersson, som en av fyra miljöpartistiska politiker, till ledamot för Miljöpartiet. Han sitter i det rättsliga utskottet (JURI) samt det konstitutionella utskottet (AFCO) och har politiskt främst arbetat med frågor om klimat och miljö, lobbyism, IT/integritet, EU-kritik samt handelspolitik.
Han utträdde i februari 2019 ur Miljöpartiet och gick med i det nybildade Partiet Vändpunkt, som han dock senare har lämnat.  
2018 blev Andersson seriefigur i Lobbyland, en serie om lobbyism i EU av Daria Bogdanska. Andersson har bott i Bergsjön i Göteborg sedan 2004.